# Санкт-Георгенберзька угода
Санкт-Георгенберзька угода (нім. Georgenberger Handfeste) — угода, укладена 17 серпня 1186 року на Георгенберзькому пагорбі в районі Енса, між Отакаром IV, герцогом Штирії, та Леопольдом V, герцогом Австрії. За угодою після смерті Отакара IV Штирія об'єднувалась із Австрією.
Отакар IV був останнім представником династії Траунгау, що правила у Штирії з 1056 року. Він не мав дітей, а сам хворів на проказу, підхопивши цю хворобу під час хрестового походу.

## Умови
За умовами Санкт-Георгенберзької угоди Штирія після смерті Отакара IV мала б перейти під владу Леопольда V Австрійського чи його сина. У подальшому Штирія та Австрія мали б лишатись єдиною державою під управлінням австрійського дому (на той час — Бабенберги). У той час Штирійське герцогство включало не лише територію сучасної землі Штирія, але й північно-східну частину Словенії з Марибором, а також значні землі у Нижній та Верхній Австрії (з містами Вельс, Штайр, Піттен).
Леопольд V, у свою чергу, гарантував збереження прав та привілеїв штирійських станів у складі єдиної держави, в тому числі непідкорення штирійських міністеріалів австрійській фіскальній системі та їхнє право апеляції на дії герцога імператорові. Угоду було схвалено імператором Генріхом VI та зборами штирійських станів.

## Наслідки
Отакар IV помер 1192 року, і Леопольд V став герцогом Штирії. Після його смерті у 1194 році Штирія ненадовго відокремилась від Австрії та перейшла під владу молодшого сина герцога Леопольда VI. Але вже у 1196 році Австрія та Штирія були знову об'єднані і з тих пір лишались (окрім декількох нетривалих періодів) єдиною державою.
Санкт-Георгенберзька угода була першим кроком на шляху до створення широкої Австрійської монархії, що проіснувала до XX століття.